# Zasevek
Zasevek ali metastaza je prenos bolezenskega procesa iz primarnega mesta v druge dele telesa. Pogosto se nanaša na zasevek raka, torej razsoj rakavega tkiva na oddaljeno mesto telesa. Beseda metastaza izhaja iz grščine (μετάστασις) in pomeni premestitev, prestavitev.

## Nastanek zasevkov
Rak je nenadzorovana proliferacija celic, ki se kaže kot nenadzorovana rast celic, odsotnost njihove diferenciacije, vraščanje rakavih celic v okolno tkivo in pogosto nastopi tudi zasevanje. Med rastjo dobiva tumor hranilne snovi z difuzijo neposredno iz krvnega obtoka; ko tumor doseže določeno velikost in se razmerje med njegovima površino in prostornino dovolj zmanjša, se sproži proces angiogeneze, nastanek žilja v samem tumorju, ki oskrbuje rakave celice s hranili. Že od vsega začetka pa lahko tumor v krvni obtok odpušča rakave celice. Na živalskih modelih so ocenili, da 1-centimetrska novotvorba v 24 urah odpusti v venski krvni obtok več kot 1 milijon rakavih celic. Večina teh celic odmre, vendar pa se lahko zelo majhen delež celic (manj kot 1 na milijon) pričvrsti na žilni endotelij ter preide žilno steno ter v okolnem tkivu povzroči nastanek nove novotvorbe, ki pa je oddaljena od prvotne. Tak nov tumor se imenuje metastatski oziroma sekundarni tumor. Zasevanje (metastaziranje) je ena od značilnosti rakavih (zločestih, malignih) novotvorb, po katerih se le-te ločujejo od nerakavih (benignih). Večina rakavih tumorjev zaseva, vendar z različnimi stopjami, na primer rak bazalnih celic redko tvori zasevke.

## Simptomi
Simptomi in bolezenski znaki so odvisni od mesta, kjer se zasevki nahajajo. 
V začetnih fazah metastaziranja so pogosti zasevki v bližnjih bezgavkah. Čvrsti tumorji najpogosteje zasevajo v pljuča, kosti, jetra in možgane.
Simptomi nekaterih sekundarnih tumorjev so:
- pri zasevkih v bezgavkah se pogosto pojavi limfadenopatija
- pri prizadetih pljučih so pogosti kašelj, hemoptiza (izkašljevanje krvi) in dispneja
- zasevki v jetrih lahko povzročijo hepatomegalijo (povečanje jeter) in zlatenico
- zasevki v kosteh se lahko kažejo v bolečinah v kosteh in zlomih
- pri sekundarnih tumorjih v možganih se pojavljajo nevrološki simptomi, kot so glavoboli, krči in vrtoglavica.

Pri nekaterih bolnikih simptomi nasploh izostanejo.